# Craspidospermum
Craspidospermum é um género botânico pertencente à família Apocynaceae.

## Espécies
- Craspidospermum verticillatum

1. ↑  «Craspidospermum — World Flora Online». www.worldfloraonline.org. Consultado em 19 de agosto de 2020